# Fangel Sogn
Fangel Sogn er et sogn i Hjallese Provsti (Fyens Stift).
I 1800-tallet var Fangel Sogn anneks til Stenløse Sogn. Begge sogne hørte til Odense Herred i Odense Amt. Stenløse-Fangel sognekommune blev ved kommunalreformen i 1970 indlemmet i Odense Kommune.
I Fangel Sogn ligger Fangel Kirke.
I sognet findes følgende autoriserede stednavne:
- Bellingebro (bebyggelse)
- Borreby (bebyggelse)
- Fangel (bebyggelse, ejerlav)
- Fangel Hede (bebyggelse)
- Fangel Torp (bebyggelse)
- Fangel Vestermark (bebyggelse)
- Multofte (bebyggelse)
- Skelbæk (bebyggelse)
- Tuemose (bebyggelse)
- Vester Torp (bebyggelse)
- Vestermarken (bebyggelse)
- Østermark (bebyggelse)